# Sirotčí důchod
Sirotčí důchod patří mezi pozůstalostní důchody, který je z důchodového systému poskytován osiřelým dětem.

## Nárok na sirotčí důchod
Sirotčí důchod náleží pozůstalému nezaopatřenému dítěti v případě, že zemře jeden z jeho rodičů (osvojitelů) nebo osoba, která dítě do péče nahrazující péči rodičů převzala na základě rozhodnutí soudu. Pokud zemřelý rodič (osvojitel či osoba, která převzala dítě do péče) již pobíral starobní/invalidní důchod anebo zemřel na následky pracovního úrazu, má sirotek nárok na sirotčí důchod vždy, pokud je zároveň splněna podmínka jeho nezaopatřenosti.
Aby nárok na důchod sirotkovi vznikl i v ostatních případech, musí zesnulá osoba získat potřebnou dobu důchodového pojištění.    
Existuje několik variant:
- zemřelá osoba ke dni úmrtí získala dobu pojištění alespoň v rozsahu nutném pro nárok na starobní/invalidní důchod. Pokud tato podmínka není splněna, postačuje
- alespoň polovina doby potřebné pro vznik nároku na invalidní důchod (včetně tzv. náhradní doby pojištění - např. doba výchovy dítěte, studia či vojenské služby). Není-li splněna ani tato podmínka, pak nárok na sirotčí důchod vznikne, pokud
- zemřelá osoba získala v rozhodném období dobu pojištění, tj. dobu účasti na pojištění z titulu výkonu výdělečné činnosti, alespoň v rozsahu jednoho roku, a jde-li o zemřelého pojištěnce staršího 38 let, pak v rozsahu dvou let.

Sirotčí důchod dítěti nenáleží v případě smrti pěstouna nebo jeho manžela.

## Výše sirotčího důchodu
Sirotčí důchod se (stejně jako všechny důchody) skládá z:
- základní výměry (pro rok 2025 ve výši 4 660 Kč) a

- procentní výměry (40 % z procentní výměry důchodu, který pobírala (nebo by pobírala) zesnulá osoba k datu úmrtí).